# Proasellus ruffoi
Proasellus ruffoi är en kräftdjursart som beskrevs av Roberto Argano och Campanero 2004. Proasellus ruffoi ingår i släktet Proasellus och familjen sötvattensgråsuggor. Inga underarter finns listade i Catalogue of Life.